# Povo Mbuti

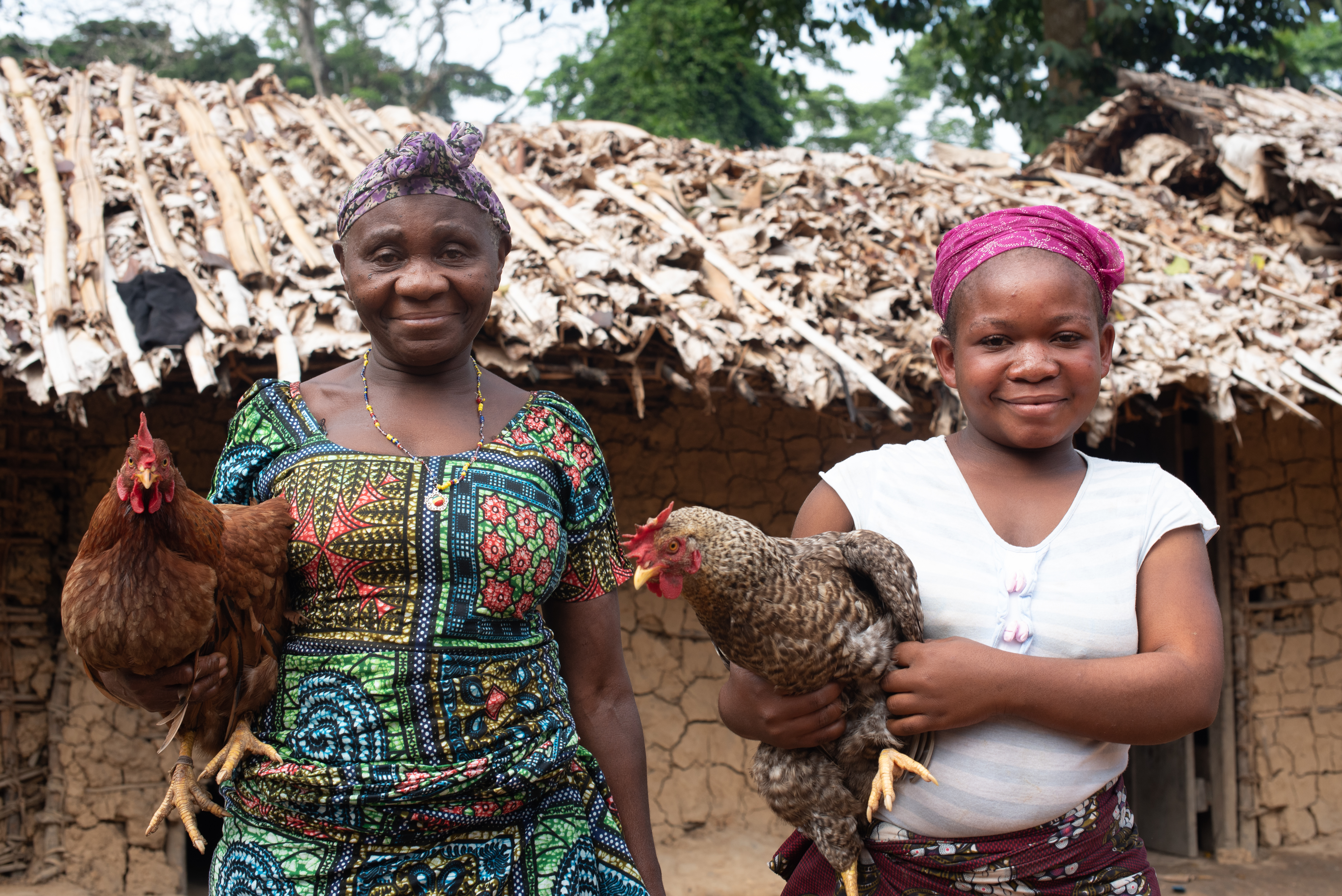
Mulheres Mbuti, em Mabukulu, no Congo

O povo Mbuti, ou Bambuti, é um dos vários grupos indígenas de pigmeus na região africana do Congo. Suas línguas são as línguas do Sudão Central e as línguas bantu.

## Subgrupos
Os Bambuti são caçadores-coletores pigmeus e um dos povos indígenas mais antigos da região do Congo na África. Os Bambuti são compostos por bandos de tamanho relativamente pequeno, variando de 15 a 60 pessoas. A população Bambuti totaliza cerca de 30.000 a 40.000 pessoas. Muitos Batwa em várias partes da República Democrática do Congo (RDC) também se autodenominam Bambuti.

## Ambiente

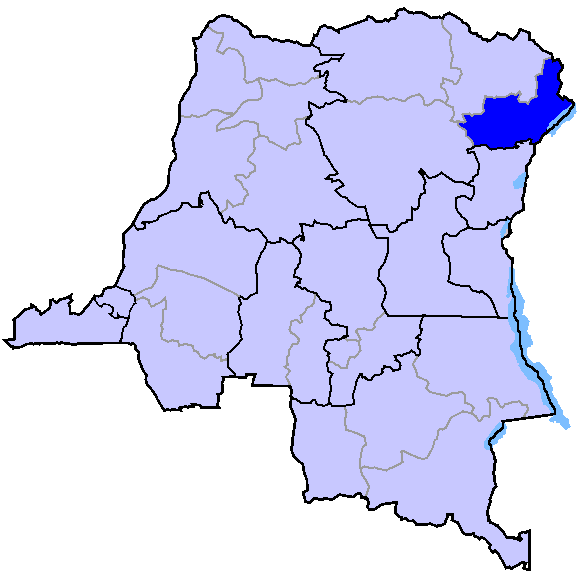
Mapa da Floresta Tropical de Ituri na RDC

A população Mbuti vive no Ituri, uma floresta tropical que cobre cerca de 63.000 quilômetros quadrados da porção norte/nordeste da RDC. Nesta área, há uma alta quantidade de chuvas anuais, variando de 50 a 70 polegadas (1 300 a 1 800 mm). A estação seca é em janeiro e depois de maio a agosto. A floresta é uma região úmida repleta de rios e lagos. Existem vários problemas ecológicos que afetam os Bambuti. A doença tropical é prevalente nas florestas e pode se espalhar rapidamente, matando não apenas humanos, mas também plantas e animais, a principal fonte de alimento. Uma doença, transmitida por moscas tsé-tsé, é a doença do sono, que limita o uso de grandes mamíferos. Chuvas demais, assim como secas, podem diminuir muito a oferta de alimentos.

## Cultura

### Assentamento, arquitetura e organização
Os Bambuti vivem em aldeias classificadas como bandos. Cada cabana abriga uma unidade familiar. No início da estação seca, eles saem da aldeia para entrar na floresta e montam uma série de acampamentos. Desta forma, os Bambuti conseguem utilizar mais área de terra para forrageamento máximo. Essas aldeias são solitárias e separadas de outros grupos de pessoas. Suas casas são pequenas, circulares e muito temporárias.

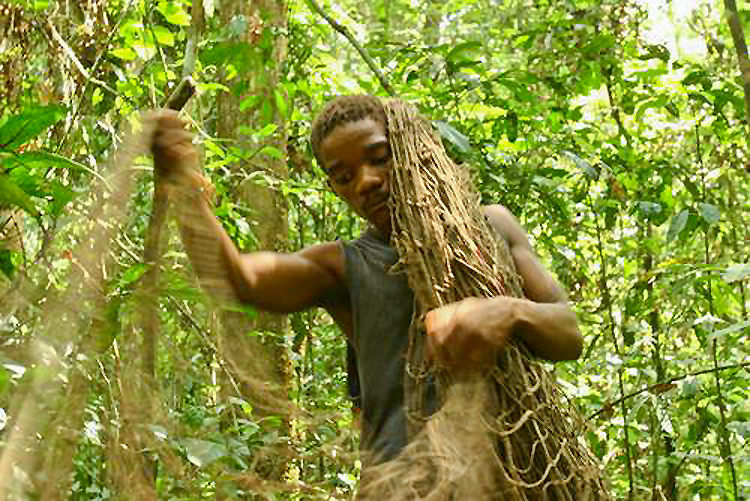
Caçador de rede Mbuti na Reserva de Vida Selvagem Okapi

A construção da casa começa com o traçado do contorno da casa no solo. As paredes das estruturas são varas fortes que são colocadas no chão e, no topo das varas, uma videira é amarrada em torno delas para mantê-las unidas. Folhas grandes e grama são usadas na construção dos telhados das cabanas.

### Alimentos e recursos
Os Bambuti são principalmente caçadores-coletores. Sua dieta animal pode incluir caranguejos, mariscos, formigas, larvas, caracóis, porcos selvagens, antílopes, macacos, peixes e mel. O componente vegetal de sua dieta inclui inhame selvagem, bagas, frutas, raízes, folhas e nozes de cola.